# Kallow
Kallow ist ein wahrscheinlich im 14. Jahrhundert wüst gefallenes Dorf bei Möckern im Landkreis Jerichower Land.

## Geographie
Die Wüstung Kalow, liegt etwa 3 km südlich von Möckern. Die Flurkarte bezeichnet diese Stelle als "die Höfe". Die quadratische Fläche von etwa 1,5 km² befindet sich zwischen den Fluren von Wallwitz und Dalchau sowie einem tief einschneidenden Ziehgraben, der Teil der städtischen Flur ist.

## Geschichte
Die Wüstung Kalow wurde erstmals am 25. April 1329 in einer Urkunde erwähnt, als Bischof Ludwig von Brandenburg bestimmte, dass der Pfarrer von Wallwitz eine Hufe Land sowie drei Wispel Roggen aus den Abgaben dieses Dorfes erhalten sollte. Am 2. April 1510 belehnte Bischof Johann von Havelberg den Kaspar von Arnstedt mit verschiedenen Gütern, darunter auch mit Flächen in der „Möckernschen Mark“ und 1 ½ Hufen Land in Kalow. Wann genau das Dorf aufgegeben wurde, ist nicht feststellbar, jedoch ist anzunehmen, dass es im 14. Jahrhundert verlassen wurde.
In einem Steuerrevisionsprotokoll des Herzogtums Magdeburg aus dem Jahr 1684 wird noch von sieben vor der Stadt Möckern gelegenen Feldmarken gesprochen, die die Namen Premnitz, Geesow, Grütz („Grätz“), Roskow, Kallow, Lütnitz und Möcker-Marcke tragen.

## Namensherkunft
Der Name ist slawischen Ursprungs.
| Name   | Jahr |
| ------ | ---- |
| Calilo | 1329 |
| Kallo  | 1510 |
| Kallow | 1684 |
| Kalow  | 1842 |